# Мислина (Словаччина)
Мислина, або Мисліна (словац. Myslina) — село в Словаччині, Гуменському окрузі Пряшівського краю. Розташоване в східній частині Словаччини на південних схилах Низьких Бескидів в долині Ондавки.
Уперше згадується у 1330 році.
У селі є римо-католицький костел з 1763 року в стилі пізнього бароко.

## Населення
| Рік:            | 1994. | 2004.   | 2014.   | 2024.   |
| --------------- | ----- | ------- | ------- | ------- |
| Кількість осіб: | 535   | 567     | 587     | 599     |
| Різниця:        |       | +5,98 % | +3,52 % | +2,04 % |

| Рік:            | 2023. | 2024.   |
| --------------- | ----- | ------- |
| Кількість осіб: | 606   | 599     |
| Різниця:        |       | -1,15 % |

У селі проживає 558 осіб.
Національний склад населення (за даними останнього перепису населення — 2001 року):
- словаки — 99,65 %,
- русини — 0,17 %,
- чехи — 0,17 %.

Склад населення за приналежністю до релігії станом на 2001 рік:
- римо-католики — 95,64 %,
- православні — 2,26 %,
- греко-католики — 1,57 %,
- не вважають себе вірянами або не належать до жодної вищезгаданої конфесії — 0,52 %.